# Фьяк
Фьяк (фр. и окс. Fiac) — коммуна во Франции, находится в регионе Юг — Пиренеи. Департамент — Тарн. Входит в состав кантона Плен-де-л’Агу. Округ коммуны — Кастр.
Код INSEE коммуны — 81092.

## География

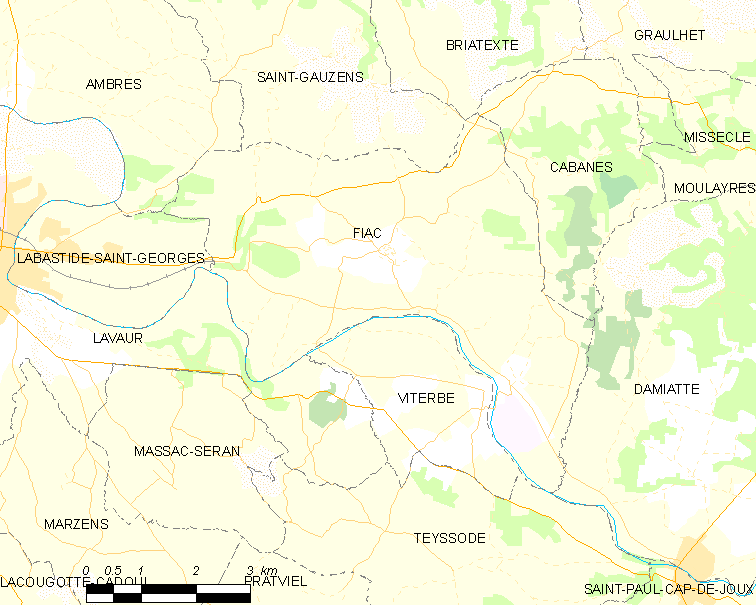
Карта коммуны

Коммуна расположена приблизительно в 580 км к югу от Парижа, в 39 км восточнее Тулузы, в 32 км к юго-западу от Альби.
На юге коммуны протекает река Агу.

## Климат
Климат умеренно-океанический. Зима мягкая и дождливая, лето жаркое с частыми грозами. Ветры довольно редки.

## Население
Население коммуны на 2010 год составляло 865 человек.
| 1962 | 1968 | 1975 | 1982 | 1990 | 1999 | 2010 |
| ---- | ---- | ---- | ---- | ---- | ---- | ---- |
| 862  | 784  | 670  | 669  | 706  | 699  | 865  |

## Администрация
| Период | Период | Фамилия         | Партия | Примечания |
| ------ | ------ | --------------- | ------ | ---------- |
| 2001   | 2008   | Жан-Поль Видаль |        |            |
| 2008   | 2010   | Луи Буше        |        |            |
| 2010   | 2014   | Жером Сарран    |        |            |
| 2014   | 2020   | Софи Жильбер    |        |            |

## Экономика
В 2007 году среди 545 человек в трудоспособном возрасте (15—64 лет) 415 были экономически активными, 130 — неактивными (показатель активности — 76,1 %, в 1999 году было 71,0 %). Из 415 активных работали 376 человек (199 мужчин и 177 женщин), безработных было 39 (23 мужчины и 16 женщин). Среди 130 неактивных 34 человека были учениками или студентами, 46 — пенсионерами, 50 были неактивными по другим причинам.